# Affaire Tilelli
 (juin 2015).
Si vous disposez d'ouvrages ou d'articles de référence ou si vous connaissez des sites web de qualité traitant du thème abordé ici, merci de compléter l'article en donnant les références utiles à sa vérifiabilité et en les liant à la section « Notes et références ».
Affaire Tilelli remonte au premier mai 1994 lorsque l'État marocain arrêta 7 enseignants tous membres et sympathisants de Association Tilelli à Goulmima au Sud-Est Marocain. Accusé de porter atteinte à la sécurité de l'État, les membres de l'association Tilelli ont brandi des slogans en faveur de la culture Amazighe, lors de la manifestation : il n'y a pas de démocratie sans tamazight, en l'occurrence.
Tilelli veut dire en tamazight « liberté ». 
L'arrestation des militants de la cause Amazighe : Ali Harcherras, Taous M’bark, Ali Ikken, Omar Derouich, Ahmed Kikich, Ali Ouchna et Saïd Jaâfar, a suscité une mobilisation internationale, à la suite de laquelle ils seront libérés et reconnus détenus politiques.